# S/2019 S 1
S/2019 S 1 — природний супутник Сатурна. Відкритий Едвардом Ештоном, Бреттом Гледменом, Жаном-Марком Петі та Майком Александерсен 16 листопада 2021 року. Зі спостережень проведених у період з 1 липня 2019 року по 14 червня 2021 року.
Діаметр S/2019 S 1 — близько 3 км, велика піввісь — 11 251 000 км, орбітальний період — 445,6 земної доби, обертається навколо Сатурна з прямим напрямком під нахилом 44,38° до площини екліптики, ексцентриситет орбіти — 0,623. S/2019 S 1 належить до групи інуїтів